# Palazzo della Loggia
[...] é o palácio Rason, todo em pedra natural, grande e belo, com pilares muito grandes e colunas muito bonitas, tudo feito com uma abóbada, e na face e nas laterais finamente esculpido e trabalhado— Itinerário de 1536 para o continente veneziano por Giovanni da San Foca, Biblioteca Nazionale Marciana de Veneza (BNMVe), ms. Português It. vi 209 (5433), f. 92r-v.
O Palazzo della Loggia, mais simplesmente conhecido por la Loggia ou Loggia, é um palácio Renascentista em Bréscia. Construída e remodelada em várias fases a partir de 1492, ano em que a fábrica foi inaugurada, é um dos principais edifícios históricos da cidade e também o maior exemplo da arquitetura renascentista de Bréscia, constituindo também um dos principais símbolos da cidade de Bréscia. O palácio está inserido no contexto da Piazza della Loggia renascentista, mais precisamente no seu lado ocidental.
Procurado e encomendado pelas autoridades municipais para acolher os gabinetes dos magistrados da cidade, foi concebido e projetado ao longo do tempo por vários arquitetos de renome, incluindo Jacopo Sansovino, Tommaso Formenton, Giovanni Antonio Rusconi, Andrea Palladio e Luigi Vanvitelli. O grande salão do piso superior, decorado com três Alegorias de Bréscia pintadas por Ticiano, perdeu-se após um incêndio desastroso em 1575, que comprometeu tanto o telhado como o piso superior.
O edifício tem uma história conturbada e complexa, pois a sua construção foi interrompida por acontecimentos políticos e militares, que atrasaram ou até mesmo paralisaram as obras em diversas ocasiões. Esta fábrica e construção refletem, na verdade, os acontecimentos da história da Bréscia. Desde o século XX que o palácio renascentista serviu de sede ao conselho municipal de Bréscia.

## História

### Uma primeira Lóggia na nova praça

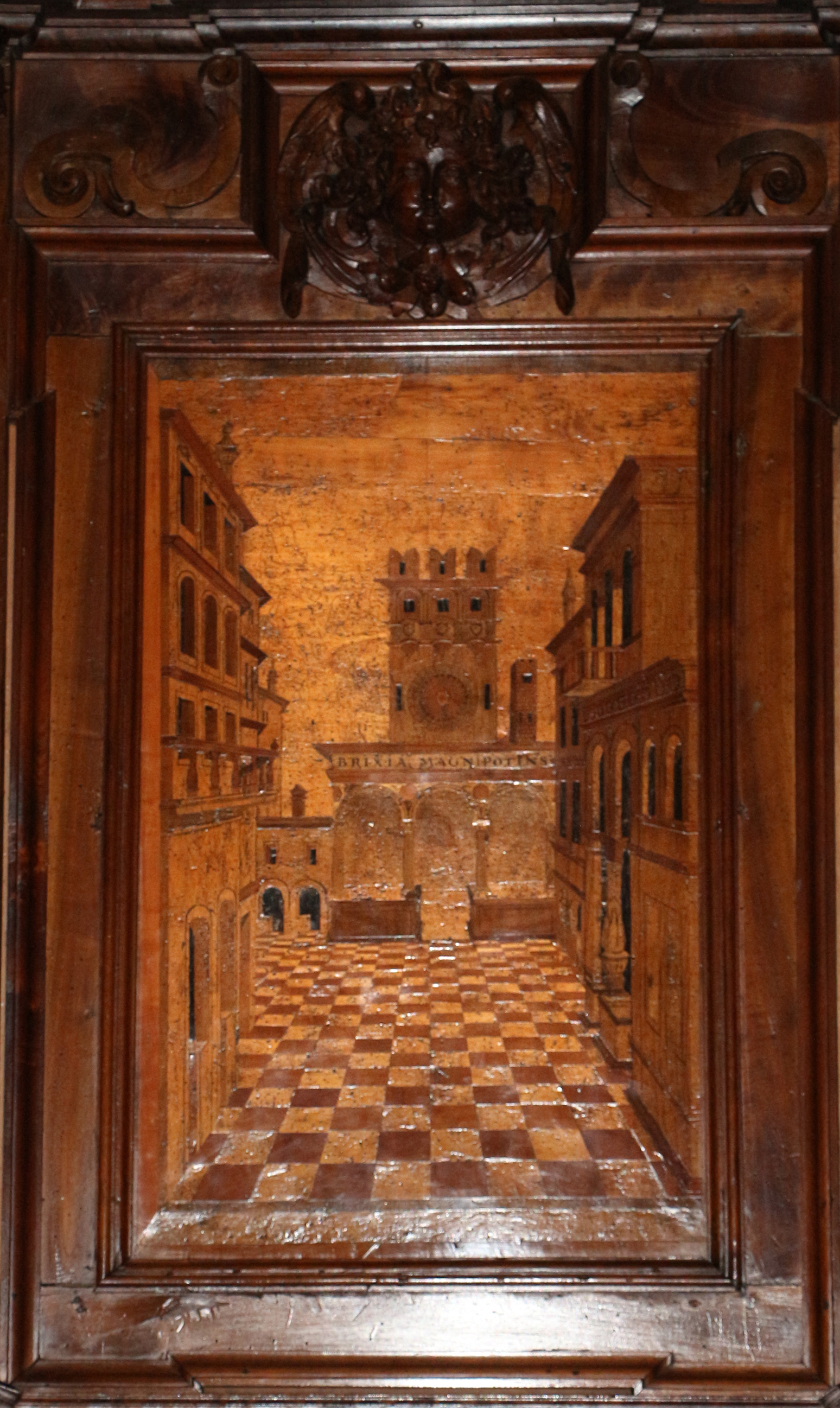
Piazza della Loggia retratada numa incrustação de madeira, preservada no coro da igreja dos Santos Bartolomeu e Estêvão em Bérgamo.

Durante o século XV, Bréscia era uma cidade sem praça pública, dada a inexistência de um espaço funcional para reuniões públicas. A imagem que emergiu da capital lombarda era, portanto, «deformada e desorganizada», e a inauguração de uma nova praça «deveria ter constituído ao mesmo tempo o local de representação do governo veneziano e o novo centro urbano».
Depois de terem libertado o espaço anteriormente ocupado, na Piazza della Loggia, por ruas estreitas e casas, as autoridades da cidade quiseram dotar a mesma praça de novos edifícios, entre as quais uma loggia terá tido uma importância primordial, inspirada noutras cidades italianas. Uma primeira estrutura de loggia foi erguida em 1436, projetada pelo arquiteto ducal Niccolò Lupo. Este primeiro palácio foi equipado com frescos exteriores representando os bispos de Bréscia Filastrio e Apollonio, criados pelo pintor Alessandro d'Ardesio. A estrutura foi ainda coroada por uma estátua representando São Marcos, uma evidente homenagem ao senhorio da Sereníssima.
Já na década de 1460, tornou-se evidente a necessidade de as autoridades da cidade se reunirem num espaço suficientemente grande e compatível, em termos de decoro e pompa, com os escritórios que ele teria de sediar. Por esta razão, portanto, foi decidido em 8 de Julho de 1467 que um salão fosse construído acima da loggia preexistente e acima do curso do rio Garza: este espaço, utilizado pelos vários Conselhos do caso quando se reuniam, albergava os escritórios da Chancelaria, do Gabinete de Contabilidade e da Masseria.